# فرخنده کاکل‌حنایی
فرخنده کاکل‌حنایی (نام علمی: Creurgops verticalis) نام یک گونه از سرده فرخنده‌های نوک‌سنگین است.